# Estación de Leuggelbach
La estación de Leuggelbach (del alemán: Leuggelbach Bahnhof) es un apeadero de la localidad de Leuggelbach, perteneciente a la comuna suiza de Glaris Sur, en el Cantón de Glaris.

## Situación
El apeadero se encuentra ubicado a las afueras del sureste del núcleo urbano de Leuggelbach. Cuenta con un único andén por el que pasa una sola vía. Las dependencias colaterales del apeadero son el apeadero de Luchsingen-Hätzingen en dirección Linthal y el apeadero de Nidfurn-Haslen, en dirección Ziegelbrücke.

## Servicios ferroviarios
Los servicios son operados por SBB-CFF-FFS:
- R Rapperswil - Ziegelbrücke – Glaris – Schwanden – Linthal. Servicios cada hora.

- Datos: Q5406426
- Multimedia: Leuggelbach railway station / Q5406426